# دنيس آدامز
دنيس آدامز (بالإنجليزية: Dennis Adams)‏ (26 ديسمبر 1934 في جنوب أفريقيا - 14 يناير 1971) هو ملاكم جنوب أفريقي، صنّف ضمن فئة وزن الريشة ‏ ووزن الذبابة ووزن البانتام ‏.

## إحصائيات
خاض خلال مسيرته 44 نزالا.

## روابط خارجية
- دنيس آدامز على موقع بوكس ريك (الإنجليزية) (registration required)